# ديف دونكان (لاعب كرة قاعدة)
ديف دونكان (بالإنجليزية: Dave Duncan)‏ هو لاعب كرة قاعدة أمريكي، ولد في 26 سبتمبر 1945 في دالاس في الولايات المتحدة.

## وصلات خارجية
- ديف دونكان على موقعبيزبول رفرنس.كوم (الدوري الرئيسي) (الإنجليزية)
- ديف دونكان على موقعبيزبول رفرنس.كوم (الدوري الثانوي) (الإنجليزية)